# Somogyi István (lelkész, 1907–1965)
Somogyi István (Tarján, 1907. október 28. – 1965. július 12.) a "templomépítő" református lelkész.

## Élete és lelkészi pályája
Tarjánban született 1907. október 28-án. A Pápai Református Kollégiumban és a Tatai Kegyesrendi Gimnáziumban tanult. A Pápai Református Theológiai Akadémia elvégzését követően 1930 és 1932 között segédlelkész volt Gyöngyösmelléken, Darányban Tótszentgyörgyön és Csajágon. 1932. február 1-jén Környe-Bánhidára került, ahol 1936-ig mint segédlelkész szolgált, majd 1936 decemberében a Környe-Bánhidai református egyházközség első lelkipásztora lett. Beiktatását Lőke Károly esperes végezte, aki utalt arra, hogy „a környe-bánhidai közös egyházban a régi, elpusztult környei és bánhidai egyház kelt életre.” Továbbá rámutatott arra is, hogy „az egyház csak akkor fejlődik és erősödik, ha a lelkész és a hívek egymást megértve és megbecsülve, a Krisztus szolgálatában támogatják egymást.
Az új lelkész Pál apostolnak bizonyságtételével köszöntött be: Mindenre van erőm a Krisztusban, aki engem megerősít. Fil. 4:13.” 
Somogyi István olthatatlan tettvággyal és nagy energiával látott az új egyházközség felépítéséhez és fejlesztéséhez, amelyekben segédlelkészei és későbbi utódai, Gyimóthy Géza és Bakonyi Dezső, lojális segítői voltak. A fáradhatatlan „kilincselése” és odaadó küzdelme árán megszerzett építési engedély birtokában hamarosan megindulhatott a bánhidai református templom építése is, amely 1940 végéig – a torony kivételével – csaknem befejeződött. Ekkor érte őt el a csőszi gyülekezet hívó szava, amely számára új kihívásokat kínált. Mégis nehéz szívvel hagyta el Környe-Bánhidát, amely több szempontból is életének talán a legjelentősebb állomása volt. Az itt töltött periódusban lett önálló lelkész, s egyben egy egyházközség megalapítója. A bánhidai templom volt az első, amelynek építője volt. Itt ismerte meg Nyírő Gizellát, későbbi feleségét, négy gyermeke anyját, akik közül hárman – Márta, Árpád és Mária Magdolna – itt születtek.
Az 1940-től 1950-ig terjedő, egy évtizedes csőszi szolgálatát a lendületes gyülekezeti élet kibontakozása, különösen az élénk ifjúsági munka jellemezte. A többségében református község számos egyházon kívüli eseményeinek is lelkes kezdeményezője, illetve megbecsült vezetője lett. Az ezáltal kialakult, felekezeteket átívelő hitelessége, különösen a háború borzalmainak idején, támaszt jelentett a falu egészének. A háromszor Csőszön átvonuló front heves harcai sok áldozatot követeltek és nem hagyták a falu egyetlen épületét sem érintetlenül. Temploma pedig, amelynek tornya az egymást váltogató haderők mindenkori kilátója volt, gyakorlatilag megsemmisült. A romokká lőtt illetve bombázott, korábban takaros faluban, a háborút követő 5 évben sem az elektromos-, sem pedig a telefonhálózatot nem állították helyre. Mai szemmel elképzelhetetlenül nehéz körülmények között, de mégis megindult az újjáépítés. A kőművesek, ácsok és asztalosok szolgáltatásain kívül minden más munkát a gyülekezet tagjai önként vállalva ingyen végezték el. Az építő anyagok beszerzésének, a harangok újraöntésének költségeit és egyéb kiadásokat az elszegényedett hívek szerény adományain túl két jelentős forrásból fedezték: Egyrészt a lelkészházaspár által a gyülekezet ifjaiból toborzott és betanított műkedvelő színjátszó csoport a környékbeli gyülekezetekben tartott előadásainak belépődíjaiból, másrészt a lelkipásztor számos testvérgyülekezetben végzett vendégprédikációi alkalmával megkapott perselypénzből. Így hároméves verejtékes, önfeláldozó munkával a csőszi református gyülekezet 1948 nyarán büszkén ünnepelhette újjáépített templomának Győry Elemér püspök szolgálatával történt felszentelését, E szertartás keretében Lillát, a lelkészcsalád negyedik gyermekét is megkeresztelték.
1950-ben Somogyi István a mocsai gyülekezet lelkipásztora lett. Az ötvenes években az egész országnak számos nehézséggel kellett megküzdenie. A konszolidált politikai rendszer tovább korlátozta az egyházak már korábban jelentősen leszűkített mozgásterét. Egyházi jellegű aktivitások, mint például a hitoktatás vagy ifjúsági munka egyre több akadályba ütköztek. Különösen nehéz helyzetben találta magát a mocsai református gyülekezet, amelynek temploma egy bombatámadás megsemmisítő áldozata lett és egyéb gyülekezeti teremmel sem rendelkezett. Ezért az új lelkipásztornak haladéktalanul a templomépítés abban a korszakban különösen nehéz feladatával kellett megbirkóznia. Akkor ugyanis az uralkodó egyházellenes légkörben egy új templom építésére az illetékes hatóságoktól engedélyt kapni és építő anyagokat a kizárólag állami tulajdonban lévő vállalatoknál beszerezni, csaknem lehetetlen volt. Somogyi István türelmes állhatatossággal és céltudatos kitartással folytatott utánjárása és a gyülekezet példás áldozatkészsége azonban többnyire eredményhez vezetett. Sokszor kellett ugyan zárt kapuk előtt csalódottan visszafordulniuk, de a legnagyobb szükség pillanatában gyakran mégis ráleltek az akkori szólás-mondásbeli, mindent megoldó kiskapukra.
Végül is, nehéz évek építőmunkája után 1954 nyarán Győry Elemér püspök felszentelhette a mocsai gyülekezet új templomát. Belső falán elhelyezett emléktábla hirdeti: ”E templomot a gyülekezet Somogyi István lelkipásztor vezetésével építette, aki e helyen hűséggel szolgálta az Urat 1950-65. I. Kor. 13:8.” Hűséges szolgáját egy küzdelmes, de sikerekben és örömökben gazdag, nem egészen 58 évig tartó földi életútjáról 1965. július 12-én magához szólította az Úr.